# Grondkering

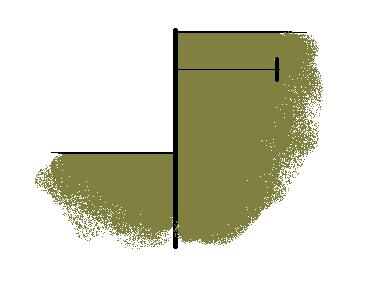
Een schematisering van een stalen damwand als grondkering.

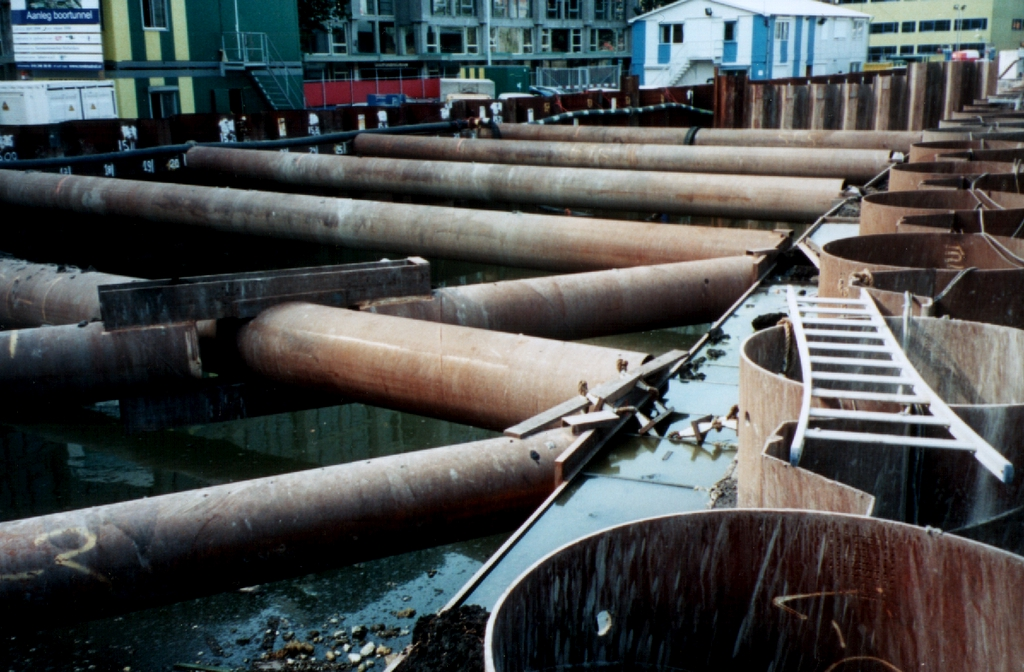
Een zeer zware stalen damwandconstructie als grondkering van een bouwkuip.

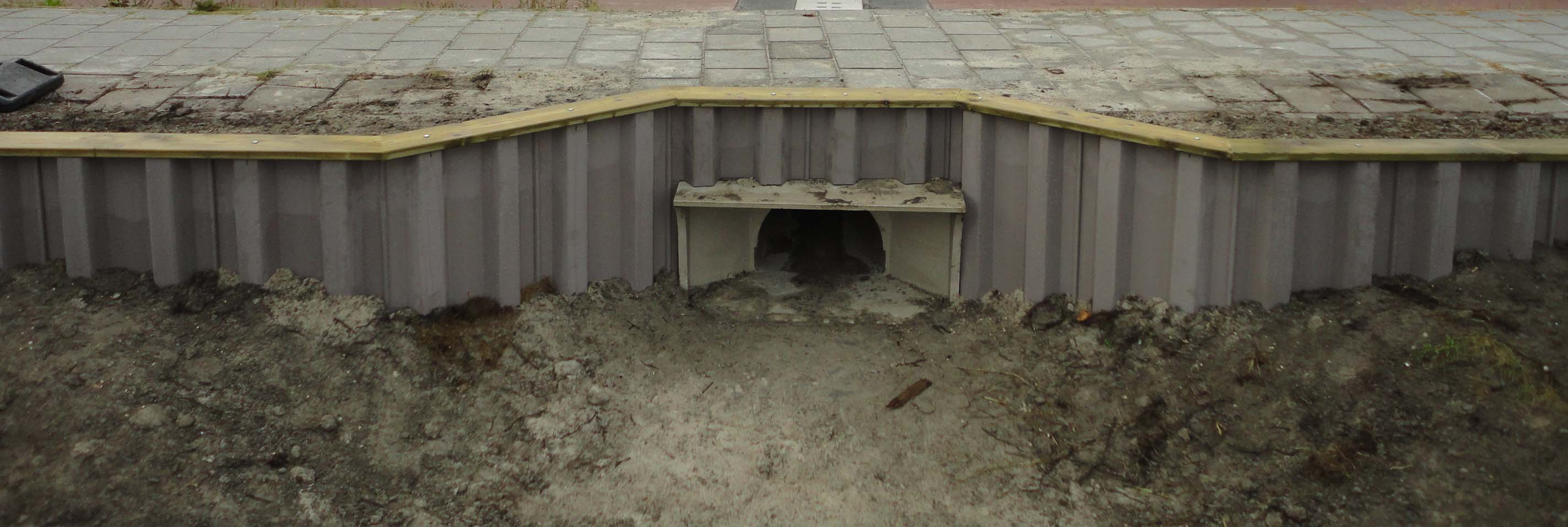
Kunststof grondkering toegepast bij faunapassage in Groningen.

Een grondkering is een constructie die gebouwd is om een hoogteverschil tussen het maaiveld aan beide zijden te overwinnen. Een grondkering kan gemaakt zijn van een stalen damwand, een betonnen keerwand, Terre armée of een massieve betonnen wand of diepwand of van gerecycled pvc.